# Oreneta amagada alcista
Una Cria d'Oreneta amagada alcista (en anglès: Bullish Concealing Baby Swallow) és un patró d'espelmes japoneses format per quatre espelmes que indica un possible canvi de tendència baixista; rep aquesta denominació perquè la tercera espelma semblaria un cria d'oreneta traient el bec i amagada entre les altres espelmes negres.

## Criteri de reconeixement
1. La tendència prèvia és baixista
2. Es formen dos Marubozu negre consecutius
3. El tercer s'obre amb gap baxista i es forma una espelma negra amb un cos petit i una llarga ombra superior
4. El quart dia s'obre amb un fortíssim gap alcista però els preus tornen a caure i es forma un altre Marubozu negre que embolcalla completament l'espelma anterior incloent-hi l'ombra superior

## Explicació
En un context de tendència baixista perllongada s'observen els dos Marubozu negre consecutius; després s'obre a la baixa però es forma una espelma amb ombra superior, i finalment un altre Marubozu negre després d'un fortíssim gap alcista. Aquests advertiment de pressió compradora podrien portar als bears a tancar posicions curtes.

## Factors importants
Tot i ser paradoxal que un patró de canvi a alcista estigui format només per espelmes negres, que a més són marubozus, la fiabilitat d'aquest patró és alta. Tot i axií però es recomana esperar a la confirmació al cinquè dia en forma gap alcista, un trencament de tendència, o sinó en forma d'espelma blanca amb tancament superior.